# Leuctra berthelemyi
Leuctra berthelemyi är en bäcksländeart som beskrevs av Peter Zwick och Vinçon 1993. Leuctra berthelemyi ingår i släktet Leuctra och familjen smalbäcksländor. Inga underarter finns listade i Catalogue of Life.